# Green Green
Green Green (яп. グリーングリーン Гури:н гури:н) — японский визуальный роман в жанре эроге, созданный компанией Groover для персональных компьютеров. В игре присутствуют элементы комедии и неприличные ситуации, в которые попадают главные герои.
На основе игры было создано аниме и OVA. Компанией-разработчиком позднее были выпущены две игры, продолжающие сюжет оригинала. Green Green была изначально выпущена на 2 дисках CD-ROM. 22 марта 2002 года игра была выпущена в формате DVD. Также существует две игры-ответвления для PlayStation 2, выпущенных WellMADE 24 апреля 2004 года.

## Сюжет
Действие происходит в сельской местности, окружённой лесами, где расположена отдалённая школа, известная как «Kanenone Gakuen» (鐘ノ音学園, рус. «Академия звона колокола»), в которой обучаются только мальчики.
Главного героя зовут Юсукэ Такасаки, он учится во втором классе и не особо тяготится атмосферой отсутствия противоположного пола в школе. Трое его друзей, Тадатомо Идзюин, Хикару Итибанбоси и Тайдзо Тэндзин, напротив, не хотят тратить время своей молодости без взаимодействия с девушками. Начинается летняя сессия, и Тадатомо сообщает новость, что полный девушек автобус показался в окрестностях школы. Оказывается, администрация «Kanenone Gakuen» решила ввести совместное обучение, и поэтому в качестве эксперимента на один месяц в школу приезжают ученицы первого и второго классов.

## Персонажи
- Юсукэ Такасаки (яп. 高崎 祐介 Такасаки Ю:сукэ) — главный герой, от лица которого действует игрок. Порядочный молодой человек, который постоянно злится на своих троих друзей за их непристойные выходки. В начале игры мы узнаём, что Юсукэ пишет эссе, так как это было поручено ему, как наказание за использование фейерверков на территории школы (хотя настоящими виновниками были Тадатомо, Тэндзин и Итибанбоси).
- Мидори Титосэ (яп. 千歳 みどり Титосэ Мидори) — одна из многих девушек, приехавших в «Kanenone Gakuen». На протяжении всей игры показывает, что знает многое о Юсукэ, хотя он о ней не знает ничего. В отличие от своих сверстниц она старается сделать всё возможное, чтобы мальчики и девочки смогли сблизиться, и находит забавными выходки Тадатомо, Тэндзина и Итибанбоси. Несмотря на простоту и весёлый характер, Мидори довольно умная и понимает гораздо больше, чем кажется на первый взгляд.
- Футаба Куцуки (яп. 朽木 双葉 Куцуки Футаба) — сильная девушка, ненавидящая мальчиков. Она отправилась в «Kanenone Gakuen» против своей воли, и делает всё возможное, чтобы доставить кому-либо неприятности — нарочно поворачивается спиной к учителям, устраивает мальчикам холодный душ. Из-за сильного характера она воспринимается другими девочками, как лидер. Не терпит извращений и поэтому враждует с Тадатомо, Тэндзином и Итибанбоси, хотя последний проявляет к ней романтический интерес.
- Вакаба Куцуки (яп. 朽木 若葉 Куцуки Вакаба) — младшая сестра Футабы. В отличие от сестры не стремится как можно скорее покинуть школу. Своеобразная девушка, никогда не расстаётся со своим кактусом, простодушна и доверчива. Любит растения, из которых вырастают цветы.
- Санаэ Минами (яп. 美南 早苗 Минами Санаэ) — тихая, застенчивая девушка, старается по возможности дистанцироваться от остальных. Она принимает таблетки, содержащие витамины, которые на самом деле являются лекарством от её недуга. Внешне смотрится младше своих сверстниц, что является причиной проявления любовного интереса к ней со стороны Тэндзина.
- Тигуса Ино (яп. 飯野 千種 Иино Тигуса) — школьная медсестра и учитель. Тигуса приехала в школу с другими девушками и ответственна за них на время месячного эксперимента. Из-за молодой внешности Юсукэ принимает её за старшеклассницу и неподобающе к ней обращается, за что она позднее отыгрывается. Несмотря на взрослый возраст, Тигуса достаточно беспечна и играет большую роль в сближении мальчиков и девочек. Приобрела поклонников среди мальчиков (особенно Тадатомо) из-за большого размера груди.
- Ариса Харуно (яп. 春乃 亜里紗 Харуно Ариса) — девочка непривлекательной внешности. Не любит извращений со стороны мальчиков и старается держаться от них подальше. Признаёт Футабу, как лидера, а в конце влюбляется в Тадатомо.
- Тадатомо «Батигу» Идзюин (яп. 伊集院 「バッチグー」 忠知 Идзю:ин Баттигу: Тадатомо) — лидер квартета, включающего также Тэндзина, Итибанбоси и Юсукэ. Извращенец, но при этом не имеет плохих намерений (пока дело не доходит до интима). Что-либо делает без особых раздумий, за что часто испытывает на себе гнев Юсукэ. Поначалу увлекается Тигусой, но позднее начинает встречаться с Арисой.
- Хикару Итибанбоси (яп. 一番星 光 Итибамбоси Хикару) — друг Тэндзина, Тадатомо и Юсукэ. Итибанбоси в основном идёт на поводу у компании, хотя и имеет собственные мысли о том, как завоевать сердце девушки. Из-за слабого характера часто испытывает на себе проступки Футабы. Играет на гитаре.
- Тайдзо Тэндзин (яп. 天神 泰三 Тэндзин Тайдзо:) — большой, но туповатый парень. Сосед Юсукэ по комнате. Также, как и Итибанбоси, всегда следует планам Тадатомо. Имеет сильное пристрастие к девочкам, которые гораздо младше его, а особенно к Санаэ.
- Ко-Мидори (яп. 小みどり Комидори) — маленькая девочка, которая загадочным образом появляется на территории школы. Она хочет найти путь домой. Юсукэ считает необходимым найти родителей девочки, Мидори предлагает оставить её в комнате Юсукэ до тех пор, пока она не найдёт путь домой. Юсукэ позволяет ей остаться в его комнате и даёт ей имя «Ко-Мидори», так как её любимый цвет — зелёный.

## Геймплей
Продолжительность игрового времени составляет 1 месяц, начиная с 23 июня и заканчивая концом июля (точная дата зависит от действий игрока). Процесс игры начинается с раннего утра и заканчивается поздней ночью, днём же игрок от имени Юсукэ взаимодействует с одной из пяти главных героинь. В зависимости от выбора игрока в ключевых моментах происходит разветвление сюжета. Если Юсукэ не удастся завоевать сердце одной из девушек к концу июля, то будет иметь место «обычная» концовка.
Игра представляет собой симулятор свиданий от первого лица. На заднем плане отображается текущая локация, а персонажи периодически появляются перед Юсукэ. Текущая дата показана в левом верхнем углу экрана. В нижней части экрана отображается текст диалогов и кнопки сохранения, загрузки, системной конфигурации и пропуска ранее прочитанного текста.
В отличие от большинства визуальных романов, в Green Green отсутствует возможность просмотра истории диалогов.

## Музыка
Музыка для игры была создана рок-группой, известной как Milktub. Для каждой из героинь предусмотрена собственная музыкальная композиция в конце игры:
- Мидори Титосэ: Monochrome (яп. モノクローム Монокуро:му)
- Футаба Куцуки: Love Letter (яп. ラブレター Рабурэта:)
- Вакаба Куцуки: Fleur (яп. フルール Фуру:ру)
- Санаэ Минами: Starry Sky (яп. 星空 Хосидзора)
- Тигуса Ино: Boy (яп. 男の子 Отоко но ко)

## Адаптации
На основе игры было создано 12-серийное аниме, к нему было снято 2 OVA-эпизода. Также по мотивам игры было создано 4 романа лайт-новел.

## Продолжения
- Green Green: Kane no Oto Romantic (яп. グリーングリーン２ ～恋のスペシャルサマー～ Gurīn Gurīn Koi no supesharu samā)
- Green Green: Kane no Oto Dynamic (яп. グリーングリーン３ ～ハローグッバイ～ Gurīn Gurīn Harō gubbai)